# “赤脚医生”手册

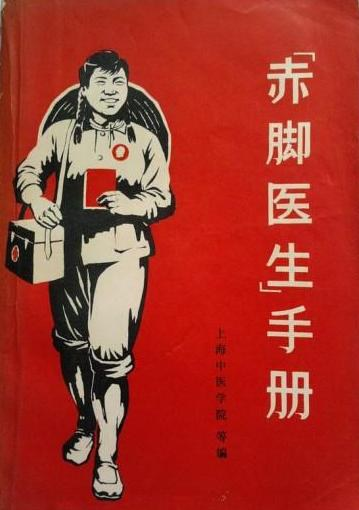
上海中医学院等编著的《“赤脚医生”手册》初版封面。

《“赤脚医生”手册》是中国“文化大革命”时期发行的医学书籍，版本众多。
文革期间，中国农村的“赤脚医生”得到发展，各地也编写了面向赤脚医生的医学教材，单是以《“赤脚医生”手册》为名的书籍就有多个版本。其中由上海中医学院、浙江中医学院等集体编著的《“赤脚医生”手册》流传最广，1969年初版由上海科学技术出版社出版，1970年修订版改由上海市出版革命组出版。虽然版本众多，但内容大致类似：除包含全科疾病的简单治疗方法（中西医兼有）外，还介绍了传染病防控、战场救护及大规模杀伤性武器（CBRN：核武器、生物武器、化学武器）防护知识，以及常见中草药的识别、常用药物的用法用量等。
在当时的中国，不仅是赤脚医生，正规医院的医生也几乎人手一本《“赤脚医生”手册》，供参考之用，甚至不少普通民众也会购买《“赤脚医生”手册》作为医学参考。有说法指《“赤脚医生”手册》在当时成为发行量仅次于《毛主席语录》的书籍。该书还被翻译成50余种文字，面向海外发行。

## 扩充阅读
- archive.org上的原始文献：
  - 赤脚医生手册 上海版
  - 赤脚医生手册 湖南版
  - 赤脚医生手册 吉林版